# Ботелл
Ботелл (англ. Bothell) — город в США, расположенный в округах Кинг и Снохомиш штата Вашингтон. Население города — 33 505 человек (2010).

## История
До колонизации Америки на территории города жило племя индейцев Саммамиш, которое в 1856 году было переселено в резервации Пьюджет-Саунд.
В 1870 году Колумб С. Гринлиф и Джордж Р. Уилсон подали иски на землю в районе, ранее населенном саммамишами, недалеко от современного Ботелла, и построили дома. Вскоре за ними последовали ещё восемь семей. В 1876 году канадец Джордж Брэкетт купил землю и начал коммерческую вырубку леса в лагере, расположенном на северном берегу реки Саммамиш в том месте, где сейчас находится центр Ботелла.
В 1888 году через город была проложена местная железная дорога для транспортировки угля из Иссакуа, после чего в Ботелле начался экономический рост.
После Второй мировой войны к городу был присоединён ряд пригородов, что способствовало резкому увеличению численности населения. В 1990-х годах также произошло присоединение пригородов.

## География
Ботелл расположен вдоль реки Саммамиш недалеко от её устья в северо-восточной части озера Вашингтон. В двух милях (3,2 км) к западу от Ботелла находится город Кенмор.

### Климат
В Ботелле умеренный океанический климат с мягким летом и прохладной зимой. Зимой выпадает гораздо больше осадков, чем летом, а зимы в Ботелле (как и на остальной части тихоокеанского северо-запада) очень пасмурны. Лето более сухое, прохладное или теплое.
| Показатель                    | Янв. | Фев. | Март | Апр. | Май | Июнь | Июль | Авг. | Сен. | Окт. | Нояб. | Дек. | Год |
| ----------------------------- | ---- | ---- | ---- | ---- | --- | ---- | ---- | ---- | ---- | ---- | ----- | ---- | --- |
| Абсолютный максимум, °C       | 19   | 22   | 27   | 29   | 32  | 38   | 38   | 36   | 37   | 30   | 24    | 20   | 38  |
| Средний суточный максимум, °C | 6    | 9    | 12   | 16   | 19  | 21   | 24   | 24   | 21   | 16   | 10    | 8    | 15  |
| Средний суточный минимум, °C  | 0    | 0    | 1    | 3    | 5   | 8    | 9    | 9    | 7    | 5    | 2     | 1    | 4   |
| Абсолютный минимум, °C        | −23  | −23  | −21  | −6   | −5  | −1   | 2    | 0    | 2    | −6   | −12   | −15  | −23 |
| Норма осадков, мм             | 142  | 104  | 99   | 58   | 58  | 56   | 20   | 25   | 48   | 97   | 132   | 147  | 988 |
| Источник: Данные погоды       |      |      |      |      |     |      |      |      |      |      |       |      |     |